# 林一凡
林一凡（？—），加拿大华裔，超写实派油画家。

## 生平
毕业于中央美术学院。现为中国美术家协会创作委员，上海美术家协会会员。

## 主要画展
- 1997年  法国Meymac艺术中心
- 2003年  新加坡华人艺术画院
- 1998年—2005年  林一凡素描油画全国巡回展
- 2012年  “中国魂·艺术与奥林匹克同行”艺术展
- 2013年  全国青年油画联展